# Сердейра (Сабугал)
Сердейра (порт. Cerdeira) — район (фрегезия) в Португалии, входит в округ Гуарда. Является составной частью муниципалитета Сабугал. По старому административному делению входил в провинцию Бейра-Алта. Входит в экономико-статистический субрегион Бейра-Интериор-Норте, который входит в Центральный регион. Население составляет 262 человека на 2001 год. Занимает площадь 24,13 км².
Покровителем района считается Дева Мария (порт. Nossa Senhora do Monte).